# Desmopsis schippii
Desmopsis schippii là loài thực vật có hoa thuộc họ Na. Loài này được Standl. mô tả khoa học đầu tiên năm 1932.